# 오오쿠니누시
오오쿠니누시(일본어: 大国主)는 일본 신화의 쿠니쓰카미로 스사노오의 6대손이다. 이나바의 흰 토끼를 치료해주었다. 토끼는 야카미히메와 결혼할 것이라고 예언한다. 야카미공주와 결혼하여사는데 형제들이 야카미공주를 뺏긴것에 화가나 오오쿠니누시를 죽였다. 모후인 카미무스비가 오오쿠니누시를 되살렸으나 형제들은 다시 오오쿠니누시를 죽였다. 결국 저승으로 도망쳐 스사노오의 딸 스세리히메와 결혼한다.

## 같이 보기
- 고토시로누시
- 이즈모 대사